# Lincity
《Lincity》是一個免费開源城市建设游戏。玩家在此遊戲中的主要任務為建设城市，玩法與另一個城市建设游戏《模拟城市》類似。玩家在此遊戲中需要達成兩個任務的其中一個，分別是可持续发展和將所有人容纳到宇宙飞船中。

## 游戏
《Lincity》是一個城市和國家模擬遊戲，其概念與《模擬城市》相類似。在此遊戲中，玩家需要發展一個城市，並且需要在城市內建造或提供合適的建築物、服務和基礎設施。
《Lincity》中的模擬環境包括人口、就業情況、基礎水資源管理、食物、商品（存量和生产）、原材料（礦石、鋼鐵、煤炭）、服務（教育、衛生、消防、消遣）、能源（電力、木炭、有限的煤儲備、太陽能、風能）、以及其他限制，如金融、污染和運輸。
玩家在管理城市時，亦可以參照各種指標。這些指標包括小地图和统计信息。玩家亦需要處理各種問題，如人口過剩、社會經濟失衡等。
玩家在《Lincity》中獲勝的方法主要有兩種：達到可持續發展，或成功將全部人口裝載到宇宙飛船中。《Lincity》的官方網站設有一個「名人堂」，名人堂列出了所有成功達成任何一個目標的玩家。

## 历史

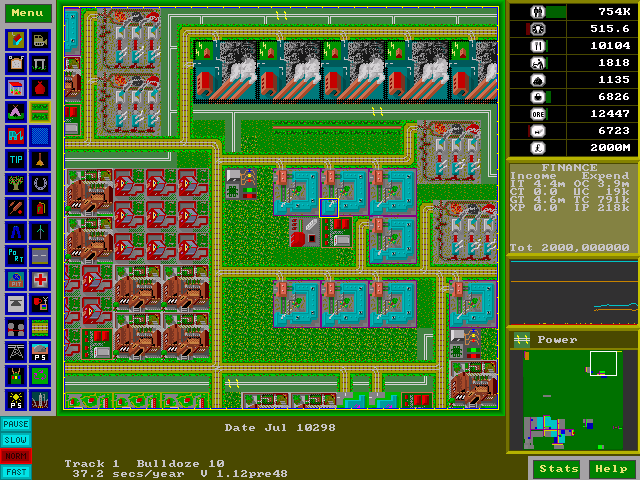
原版《Lincity》截圖

此遊戲原本名為（C字大寫）。此遊戲的原版並不需要3D显示卡，对应硬件要求较低电脑，且僅使用2D俯视视角。原版需求的記憶容量較少，且需求的中央处理器功率亦較低。儘管此遊戲持續更新至2004年8月，但遊戲实際上自1999年以來已没有什么大改動。
《Lincity》原本是為Linux而設，但也支援Microsoft Windows、BeOS、OS/2、AmigaOS 4、以及其他类Unix。但是，玩家若使用Mac OS X遊玩，則需要用GCC编译，並使用X11.app运行。在Unix类系统中，此遊戲則使用SVGALib或X11作为用戶界面和应用程序接口。

### LinCity-NG

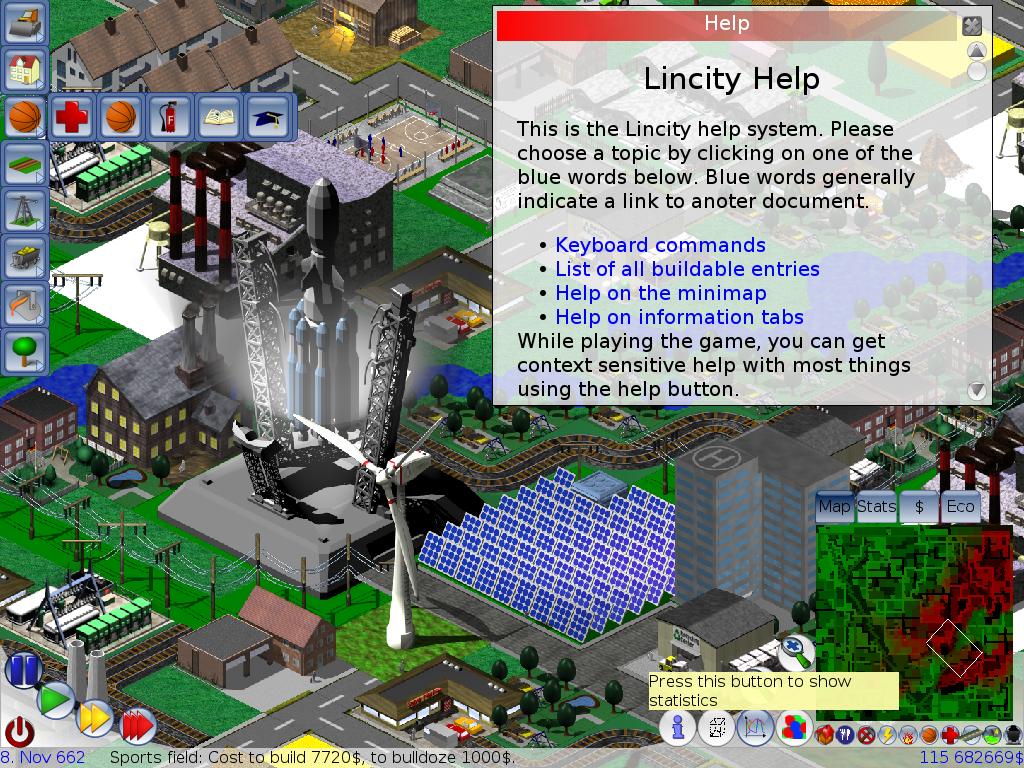
LinCity-NG

《LinCity-NG》是《Lincity》的复刻版。《LinCity-NG》的畫質比《Lincity》改進了不少，並且添加了音效。這個复刻版也是3D的。截至1.1.2版，复刻版的遊戲內容與原版完全相同，且能夠讀取原版的存檔。
開發者在《LinCity-NG》1.9.X版之后的版本添加了水系统管理，並增添了非常簡單的生態系统。《LinCity-NG》2.0版於2009年1月25日發佈。游戏自带DejaVu字体。
此遊戲是以自由軟體授權條款GNU通用公共许可证發佈的，而其原圖則是以雙許可的形式發佈。這兩個許可分別是GNU通用公共许可证和创作共用授权署名-相同方式共享2.0（CC-by-sa 2.0）。此許可亦覆蓋其DejaVu字体。
《LinCity-NG》使用的函數庫為SDL，而使用的应用程序接口則是OpenGL。其视角為45度视角。

## 类似游戏
- Simutrans
- OpenCity